# Косара Бокшан
Косара Бокшан (фр. Kossa Bokchan; Берлин, 1. јануар 1925 — Београд, 21. новембар 2009) је била српска сликарка која је живела у Паризу.

## Биографија
Косара Бокшан рођена је 1925. године у Берлину. Са три године са родитељима, оцем Славком Бокшаном и мајком Хеленом Гертрудом Јариус, преселила се у Београд. Сликарство је почела да учи за време Другог светског рата код Младена Јосића, а 1944. године у атељеу Зоре Петровић. Следеће године уписује Академију ликовних уметности у класи проф. Ивана Табаковића. Са неколико студената из своје класе, Петром Омчикусом (будућим супругом), Мићом Поповићем, Батом Михаиловићем, Вером Божичковић, Љубинком Јовановић, Милетом Андрејевићем, 1947. одлази у Задар када настаје наша прва послератна уметничка комуна - 'Задарска група'.
Први пут је излагала 1950. године на изложби Удружења ликовних уметника Србије у Београду, а самостално 1952. у Галерији УЛУС. Исте године се са Петром Омчикусом преселила у Париз, где се дефинитивно настањују. У Паризу први пут излаже 1954. Самостално је излагала у Лилу, Паризу, Стразбуру, Риму, Нансију, Новом Саду, Нишу, Загребу, Скопљу, Титограду итд. Имала је ретроспективну изложбу у Музеју савремене уметности у Београду 2001. године. Излагала је на 125 изложби по галеријама светских метропола, као и у многим градовима данашње бивше Југославије.
Почетком 60-их година Косара Бокшан и Петар Омчикус почели су лети редовно да одлазе у Велу Луку на Корчули. Ту оснивају значајан центар за међународну уметност и захваљујући њима на Корчулу су долазили уметници из целе Европе. Учесници првог сусрета су израдили мноштво мозаика, а један од њих је и споменик у центру Веле Луке. Прикупили су већи број радова за збирку која је формирана у Велој Луци и њиховом заслугом је 1981. године основан Музеј Веле Луке.
Косара Бокшан дуго је са својим супругом, познатим сликарем Петром Омчикусом, живела у Француској. Умрла је у Београду 2009. године.

## Сликарство
Косара Бокшан је прошла кроз неколико сликарских фаза. Иако краткотрајна, задарска епизода показала је жељу да слика изван догми социјалистичког реализма бирајући теме пејзажа и портрета, за разлику од рада на Академији када је сликала аранжиране 'мртве природе' и 'скелете'. Стилски, тада је припадала експресивном реализму. Већ на првим изложбама у Београду показује видно одступање од естетике соцреализма, а пресељење у Париз дефинитивно је усмерава према савременим ликовним токовима, пре свега ка геометријској и лирској апстракцији, а постепено се приближавала и енформелу. После 1961. године она се враћа реализму на специфичан начин који је карактеристичан за 'париску школу' - а назван је апстрактни натурализам (Michel Ragon). Коначно, она се, уз ликовни подстицај византијске традиције, окреће митској симболичкој форми која њеној уметности даје дефинитивни ауторски израз.

## Награде
- 1968. Министарство за културу и комуникације, Париз
- 2000. Специјална награда  међународног бијенала уметности минијатуре, Горњи Милановац[3]